# Kansepur
Kansepur là một thị trấn thống kê (census town) của quận Yamunanagar thuộc bang Haryana, Ấn Độ.

## Nhân khẩu
Theo điều tra dân số năm 2001 của Ấn Độ, Kansepur có dân số 14.943 người. Phái nam chiếm 53% tổng số dân và phái nữ chiếm 47%. Kansepur có tỷ lệ 71% biết đọc biết viết, cao hơn tỷ lệ trung bình toàn quốc là 59,5%: tỷ lệ cho phái nam là 77%, và tỷ lệ cho phái nữ là 65%. Tại Kansepur, 12% dân số nhỏ hơn 6 tuổi.